# Hybanthus vernonii
Hybanthus vernonii är en violväxtart. Hybanthus vernonii ingår i släktet Hybanthus och familjen violväxter.

## Underarter
Arten delas in i följande underarter:
- H. v. scaber
- H. v. vernonii